# Urobopyrus processae
Urobopyrus processae là một loài chân đều trong họ Bopyridae. Loài này được Richardson miêu tả khoa học năm 1904.